# Hänt i veckan (TV-program)
Hänt i veckan var ett svenskt TV-program som sändes under 1960-talet i Sveriges Radio TV. Programledare var Ulf Thorén.
Programmet bestod av olika reportage och inslag. Ett minnesvärt inslag var ett aprilskämt sänt den 1 april 1962 där teknikern Kjell Stensson förklarade att man kunde få färg-TV genom att trä en nylonstrumpa över skärmen. Inslaget blev en klassiker och har visats flera gånger efter detta.